# SUCCESS STORY
『SUCCESS STORY』（サクセス・ストーリー）は、日本の歌手広瀬香美の3枚目のアルバム。1993年12月16日発売。発売元はビクターエンタテインメント。

## 概要
- 前作「GOOD LUCK!」から9ヶ月ぶりとなるアルバム。翌1994年3月24日にカセットテープで発売された。カセットテープで唯一発売された作品。
- 4曲目「How To Love」は、スキー用品店「アルペン」のCMソングとして製作していた曲。アルペン側は高評価だったものの、最終的に決まったのは、この時”B候補”として用意されていた「ロマンスの神様」であった。
- 5曲目「Dear」は、デビュー前から作られていた曲であり、後に、スキー用品店「アルペン」のCMソングとして、「DEAR...again」というタイトルで、サビ以外が基本的に全て変わったものが制作された。尚、この楽曲の歌詞は、広瀬本人の実体験から制作されたものであると、公式YouTubeチャンネルにて明かしている。
- 8曲目の「二人のBirthday」は、リミックスされた上で、収録されている。しかし、ベストアルバムに収録される際は、毎回、リミックスされていないシングルの音源が使われる。

## 収録曲
| 全作詞・作曲: 広瀬香美。 |                                  |           |            |                    |      |
| #                        | タイトル                         | 作詞      | 作曲・編曲 | 編曲               | 時間 |
| 1.                       | 「Introduction - Make me smile」 | 広瀬香美  | 広瀬香美   | 広瀬香美・小西貴雄 | 0:56 |
| 2.                       | 「ロマンスの神様」               | 広瀬香美  | 広瀬香美   | 広瀬香美・小西貴雄 | 4:30 |
| 3.                       | 「SUCCESS STORY」                | 広瀬香美  | 広瀬香美   | 小西貴雄           | 5:02 |
| 4.                       | 「How To Love」                  | 広瀬香美  | 広瀬香美   | 広瀬香美・小西貴雄 | 5:02 |
| 5.                       | 「Dear」                         | 広瀬香美  | 広瀬香美   | 服部隆之           | 7:26 |
| 6.                       | 「Make me smile」                | 広瀬香美  | 広瀬香美   | 広瀬香美・小西貴雄 | 5:11 |
| 7.                       | 「生きがい」                     | 広瀬香美  | 広瀬香美   | 広瀬香美・小西貴雄 | 4:30 |
| 8.                       | 「二人のBirthday（LA. Mix）」    | 広瀬香美  | 広瀬香美   | 鷺巣詩郎           | 5:35 |
| 9.                       | 「恋人募集中」                   | 広瀬香美  | 広瀬香美   | 小西貴雄           | 5:03 |
| 10.                      | 「Tomorrow」                     | 広瀬香美  | 広瀬香美   | 広瀬香美           | 3:16 |
| 11.                      | 「お引っ越し」                   | 広瀬香美  | 広瀬香美   | 広瀬香美           | 5:03 |
| 合計時間:                | 合計時間:                        | 合計時間: | 51:34      |                    |      |